# Simaoa bianjing
Simaoa bianjing là một loài nhện trong họ Mysmenidae.
Loài này thuộc chi Simaoa. Simaoa bianjing được miêu tả năm 2009 bởi Miller, Griswold & Yin.